# Rutgers Stichting
De Rutgers Stichting was in de jaren zeventig van de twintigste eeuw succesvol met zijn consultatiebureaus voor anticonceptie, de Rutgershuizen. De organisatie bestond uit meer dan zestig consultatiebureaus, verspreid over heel Nederland. Het hoofdkantoor was gevestigd in Den Haag. De Rutgers Stichting gaf seksuele voorlichting over anticonceptie en seksueel misbruik.
Na verscheidene fusies is de stichting opgegaan in het kenniscentrum Rutgers.

## Geschiedenis
De Rutgers Stichting was de opvolger van de Nederlandse Stichting Consultatiebureaus voor Huwelijks- en Geslachtsleven. Ze werd in 1969 opgericht en vernoemd naar de Nederlandse neomalthusianist Jan Rutgers (1850-1924). Eind jaren zestig nam de vraag om abortus provocatus te legaliseren sterk toe. In Nederland waren nog geen mogelijkheden om deze ingreep uit te voeren: het was verboden en strafbaar. Amsterdam nam in de abortuskwestie een voorhoedepositie in. De Nederlandse Vereniging voor Seksuele Hervorming (NVSH) wilde niet meewerken aan het uitvoeren van abortus. Daarom traden toen vrijwel alle artsen en medewerkers uit de Amsterdamse afdeling van de NVSH. In 1970 werd de onafhankelijke stichting MR70 opgericht voor abortusverlening. Zij hadden de tijdgeest mee en kregen van vele kanten hulp aangeboden. In de beginperiode gaven medewerkers van MR70 regelmatig voorlichting over anticonceptie op scholen en opleidingen.

## Fusie
In 2002 werd de subsidie van de Nederlandse overheid stopgezet en werd de Rutgers Stichting opgeheven. De verschillende onderdelen werden ondergebracht bij andere organisaties. Personeel en taken van de Rutgers Stichting gevestigd aan de Overtoom kwamen bij MR70 terecht, vanaf februari 2002 bekend onder de naam Amsterdams Centrum voor Seksuele Gezondheid ofwel MR70/Rutgershuis.
De Rutgers Stichting en het NISSO (Nederlands Instituut voor Sociaal Sexuologisch Onderzoek) gingen in 1999 op in de Rutgers Nisso Groep.
De Rutgers Nisso Groep fuseerde op 1 januari 2011 met de Wereldbevolkingsstichting. De nieuwe naam van de organisatie is Rutgers.